# Agobardus perpilosus
Agobardus perpilosus là một loài nhện trong họ Salticidae.
Loài này thuộc chi Agobardus. Agobardus perpilosus được Elizabeth Bangs Bryant miêu tả năm 1943.